# Estación de Santa Clara
La estación de Santa Clara o estación de Santa Clara-Marta Abreu es la estación de ferrocarril principal de la ciudad de Santa Clara, capital de la provincia de Villa Clara en Cuba. La estación fue inaugurada en 1860 durante la época española de la Capitanía General de Cuba.
La estación es gestionada por la compañía nacional Ferrocarriles de Cuba (FFCC) y está localizada delante del parque de los Mártires. Es una de las estaciones más importantes de Cuba junto con Central de La Habana, Santiago de Cuba y Camagüey, que forman el núcleo de la red ferroviaria de Ferrocarriles de Cuba.

## Historia
La estación se inauguró en 1860 durante la época española de la Capitanía General de Cuba cuando formaba parte del ferrocarril Cienfuegos-Villa Clara. En ese entonces, la estación se llamaba Paradero Villa Clara.
En 1895 la estructura de madera de la estación se quemó. La estación se reconstruyó con fondos de Marta Abreu Arencibia, una filántropa cubana. Debido a esto el ayuntamiento decidió rebautizar la estación a su nombre. Este segundo edificio, una estructura de arquitectura Colonial española tiene paredes de ladrillo y techo enladrillado rojo.
En 1925 se volvió a remodelar la estación y se mantuvo el nombre de Marta Abreu. Debido esto la estación aún se conoce como la estación de Santa Clara-Marta Abreu.
En el 2017 la estación volvió a abrir sus puertas después de tres años de obras restaurando la estación. Se espera que esta mejora aumente el servicio ferroviario de pasajeros en la ciudad.

## Instalaciones
La estación de Santa Clara tiene un edificio de una planta en un estilo Colonial español. La estación tiene 6 vías de tren. La vía 6 es terminal y la vía 5 no tiene andén. 
Justo después del paso a nivel está localizada la cubierta principal de la estación. Otra cubierta secundaria está ubicada a unos 100 metros al norte de la estación, por la línea a Camajuaní y la universidad. 
Cercano a la cochera principal y al lado de la línea a Camagüey, está localizado el Tren blindado, un monumento a la batalla de Santa Clara.

## Vías de tren
Todas las líneas que sirven la estación, incluyendo la principal de La Habana-Camagüey-Santiago de Cuba, están sin electrificar y cada una tiene solo una vía. Sólo la línea a Esperanza (a 10 kilómetros en dirección a La Habana) tiene una doble vía, debido al doble uso de la segunda vía para la línea a Cienfuegos.

## Servicios
La estación tiene servicio de larga distancia y servicio regional. Hasta el 2019, el Tren Francés operaba el servicio de larga distancia en la línea La Habana-Camagüey-Santiago de Cuba. Otros trenes de distancia larga, salen principalmente de Central de La Habana y conectan Santa Clara con Holguín, Guantánamo, Bayamo, Manzanillo, Matanzas, Ciego de Ávila, Las Atunes y otras ciudades.
La estación tiene servicios interregionales a Cienfuegos, Sancti Spíritus, Morón y Nuevitas y servicios regionales a Caibarién y Sagua la Grande. Además la estación también cuenta con una línea de tren suburbano que conecta esta estación de Santa Clara con la otra estación de la ciudad, Santa Clara-Universidad, que sirve a la universidad de Marta Abreu.

## Galería

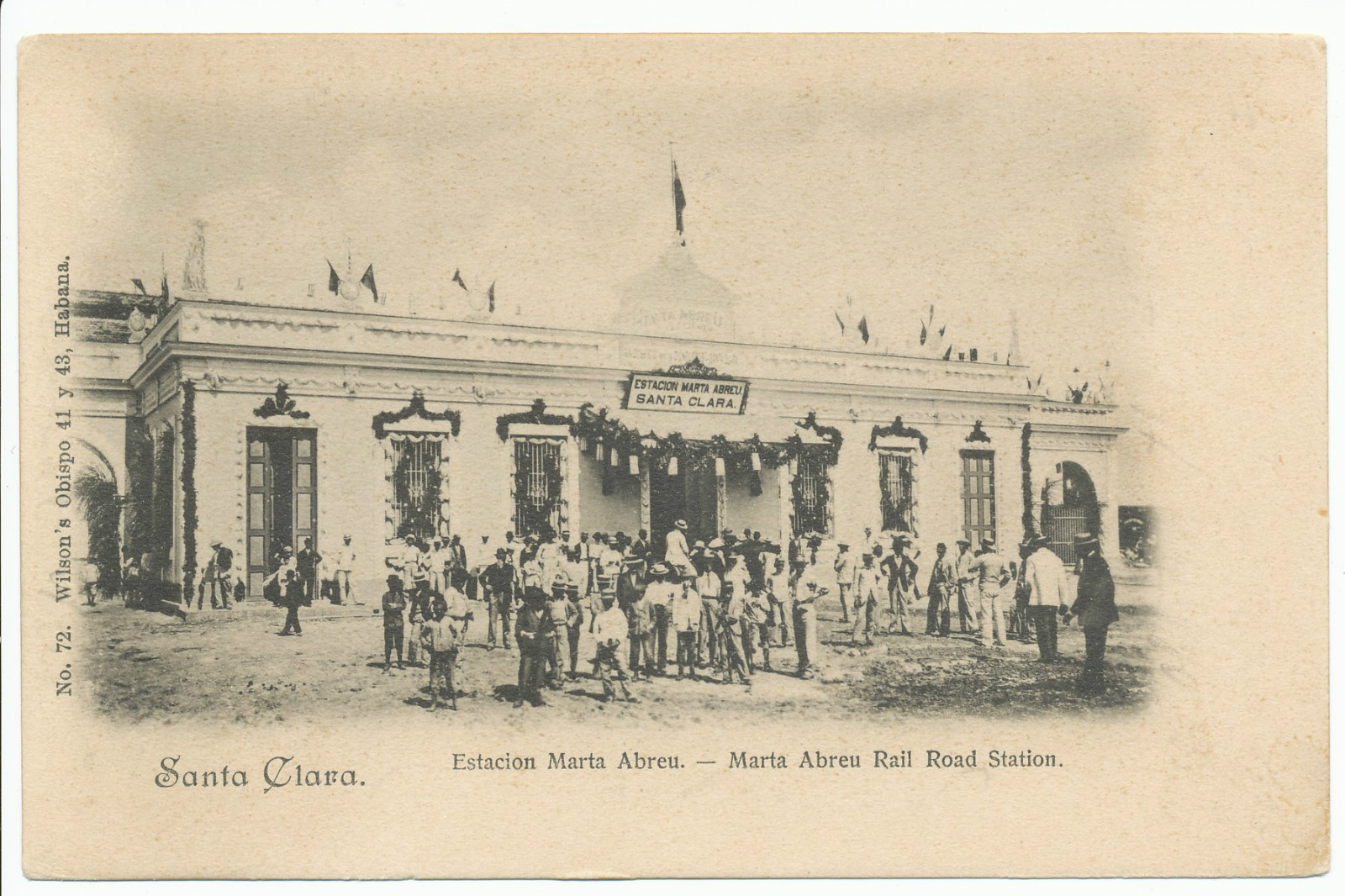
Carta postal de alrededor de 1900. Grupo de personas reunidas enfrente de la estación.
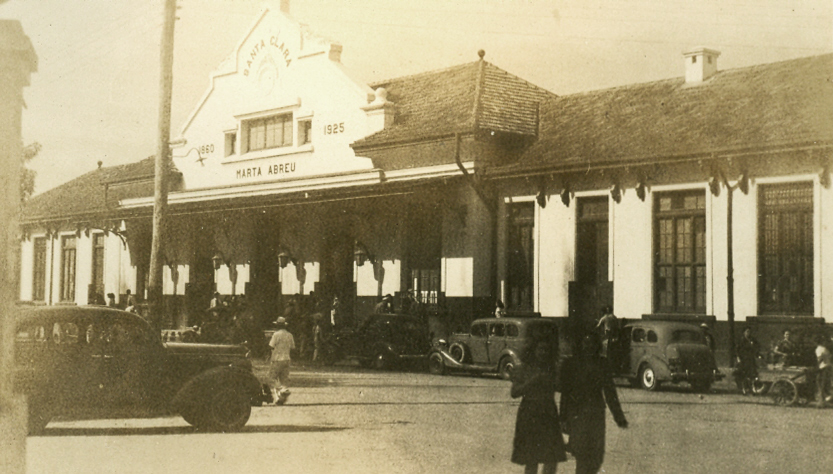
La estación en los años 1930. En frente de la estación se ven coches, peatones y un vendedor de frutas.
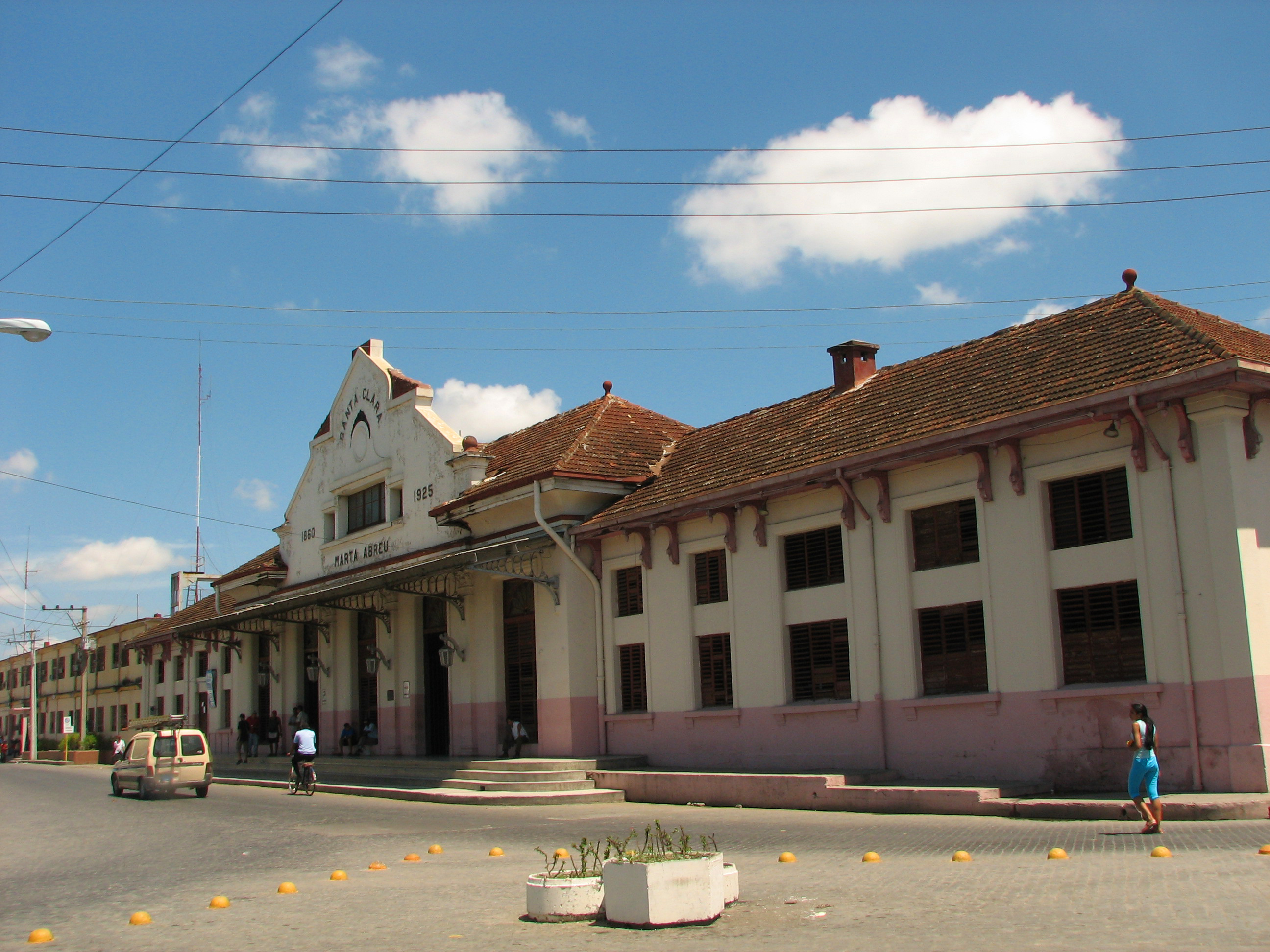
Vista del exterior de la estación en el 2007. Hoy también son oficinas de Ferrocarriles de Cuba.
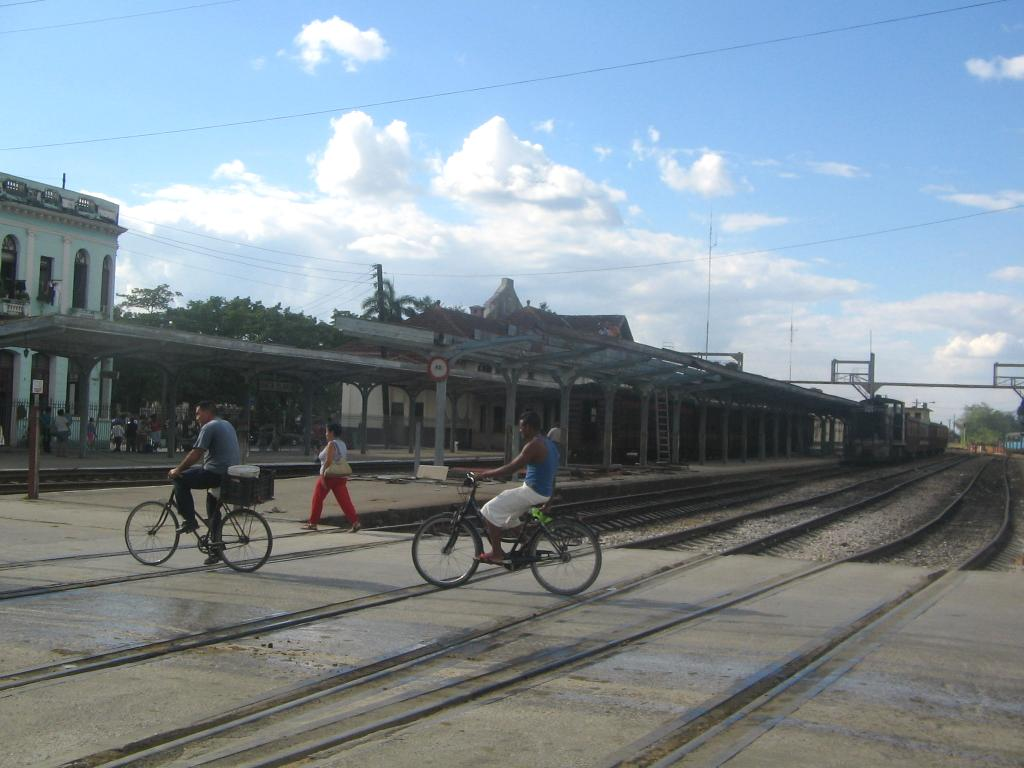
Vista de la estación con el paso a nivel de las vías.
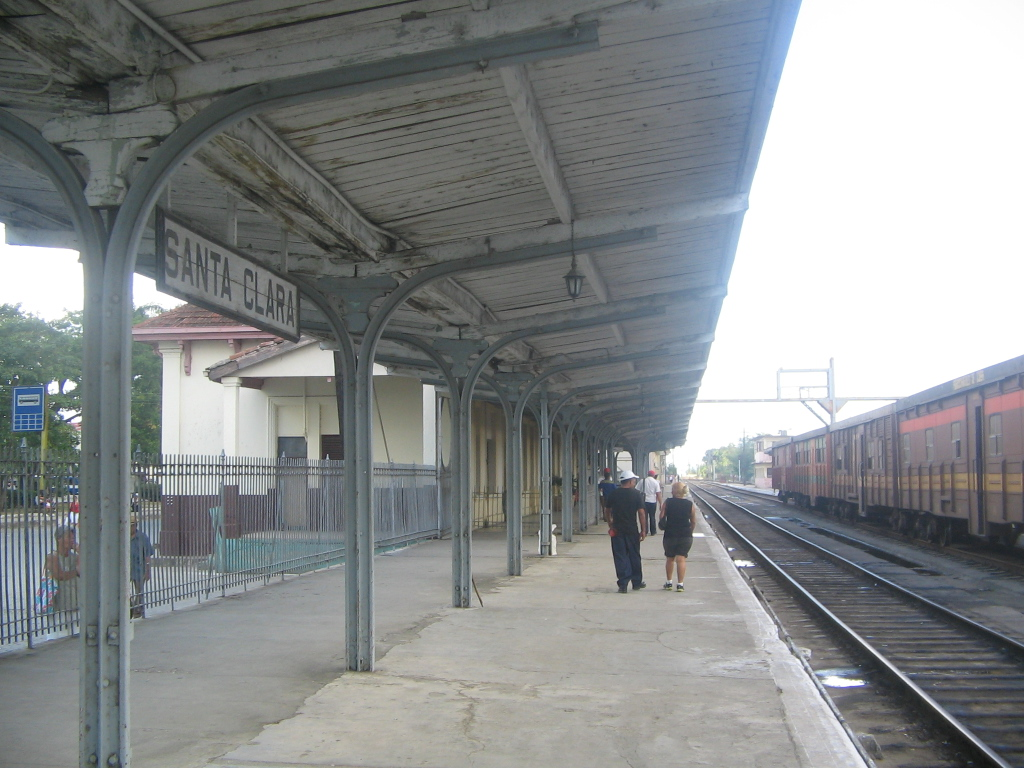
Andén 1 y el edificio de la estación al fondo.
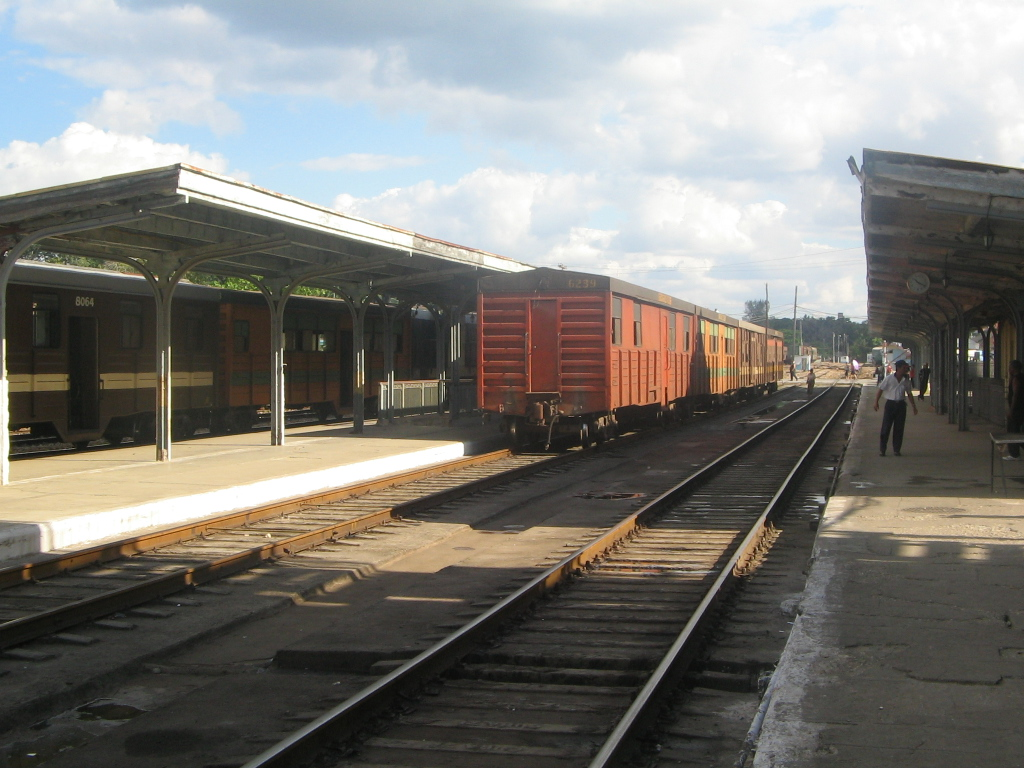
Andenes 2 y 3.
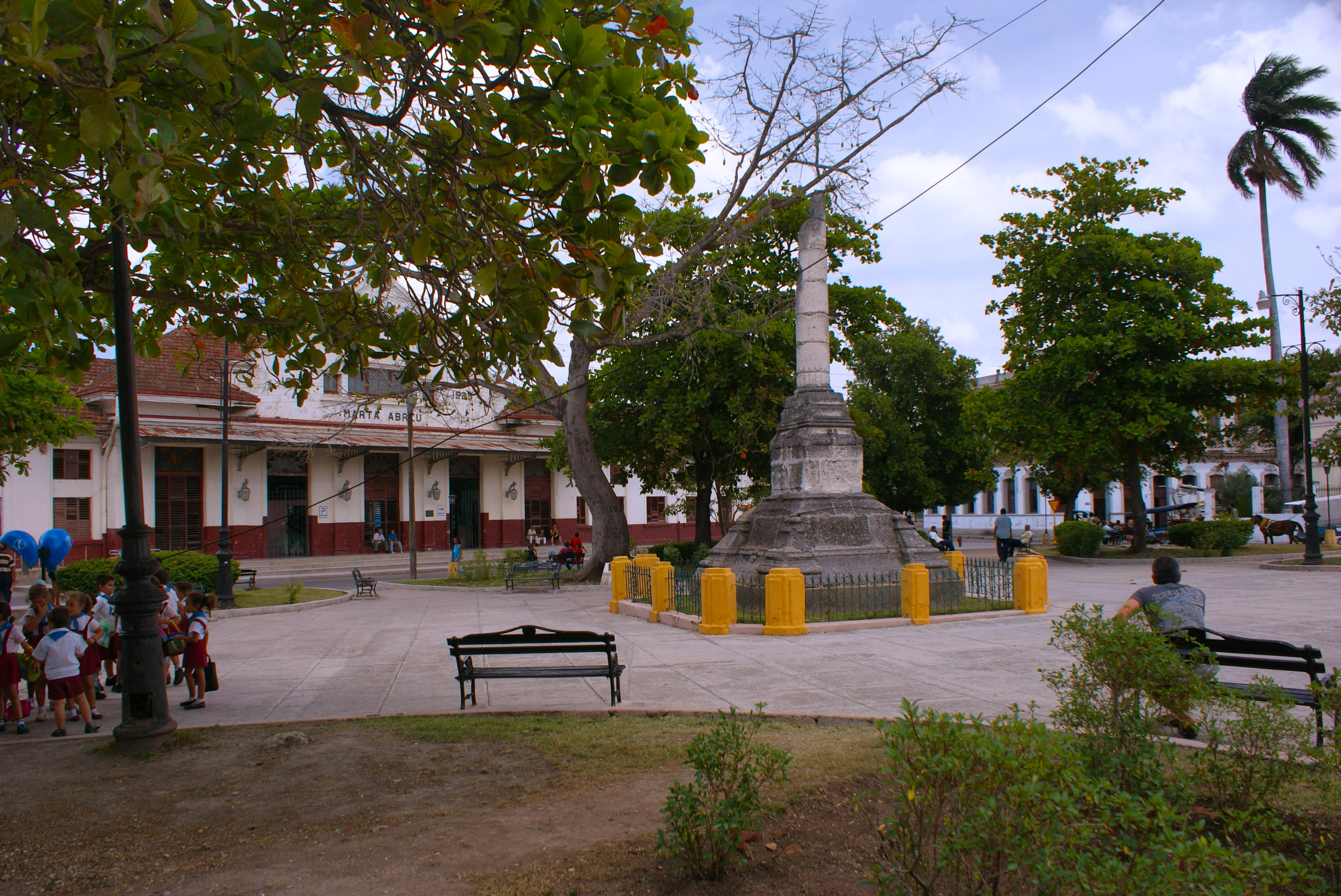
El parque de los Mártires enfrente de la estación en el 2010. En el centro se ve el monumento a los mártires de la guerra de independencia cubana.
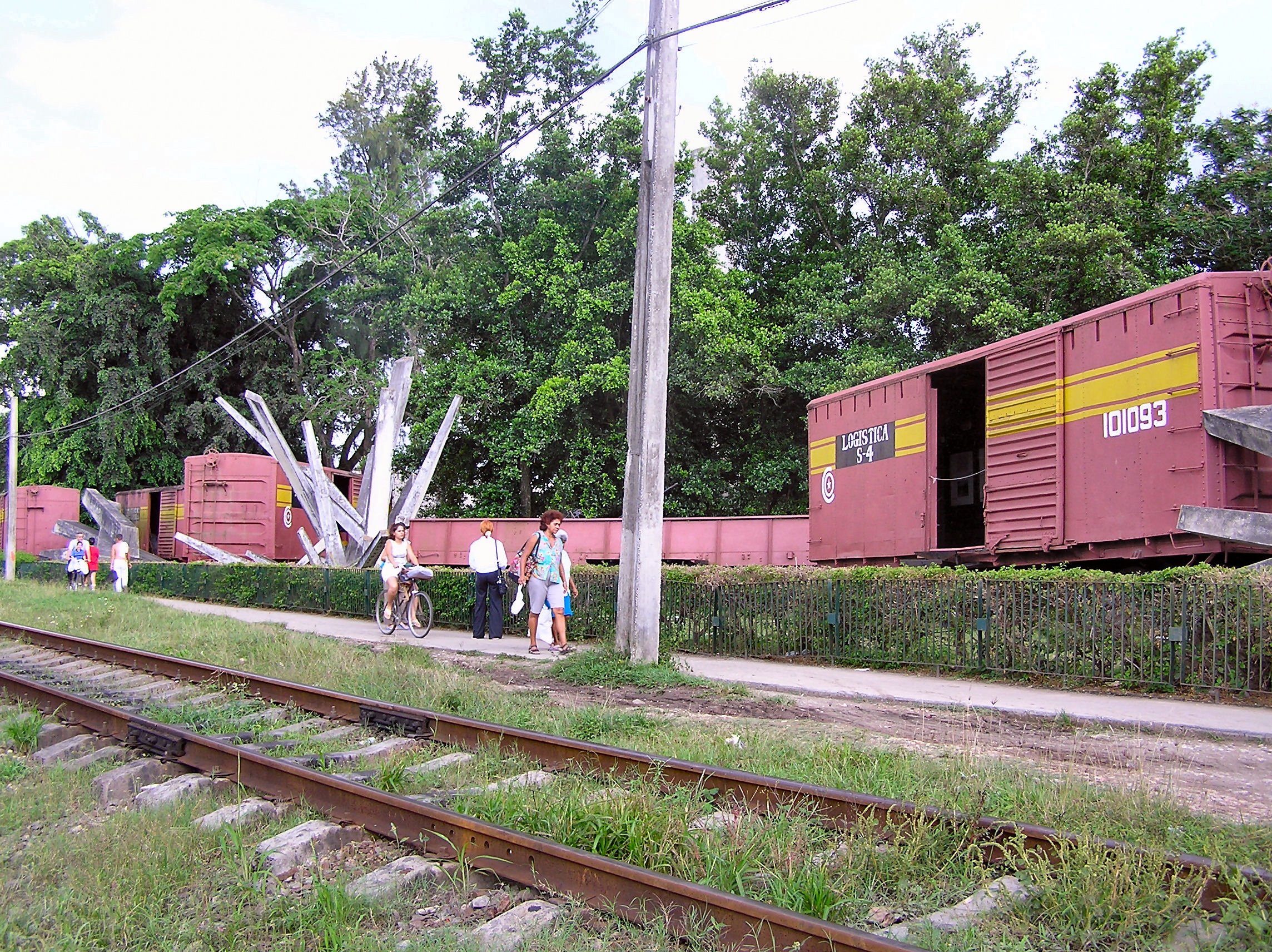
Memorial al Tren Blindado.